# Франк, Ганс
Ганс Михаэль Франк (нем. Hans Michael Frank, 23 мая 1900, Карлсруэ — 16 октября 1946, Нюрнберг) — германский государственный и политический деятель, адвокат, рейхсляйтер (1934). В 1940—1945 годах — генерал-губернатор оккупированной Польши (так называемого «Генерал-губернаторства»). Один из главных организаторов масштабного террора в отношении польского и еврейского населения Польши. После окончания войны арестован и приговорён к смертной казни на Нюрнбергском процессе.

## Биография
Сын юриста. Один из троих детей. Учился в гимназии Максимилиана в Мюнхене. В 1918 году был призван в армию. В Первой мировой войне участия не принимал. Но после окончания её как служивший в рейхсвере в районе Мюнхена был обязан воевать против Баварской Советской Республики. Как часто утверждается, в 1919 году в составе фрайкора воевал против Баварской Советской республики. В реальности он был сторонником Курта Эйснера и именно тогда познакомился с другим его сторонником — Адольфом Гитлером. Гитлер тоже был в рейхсвере, но против Баварской Советской Республики не воевал, так как его часть была целиком мобилизована в Красную Армию. В отличие от Гитлера и его батальона, Франк не был красноармейцем, и действительно мог выполнять приказ о штурме Мюнхена рейхсвером. Часто всех штурмовавших красный Мюнхен ошибочно называли фрайкором. Но Франк вступил во фрайкор в мае 1919 года, уже после окончания войны с Баварской Советской республикой, когда он вместе с Гитлером возненавидел коммунистов. В том же году вступил в ДАП. В 1919—1923 годах изучал юриспруденцию в Мюнхене, Киле и Вене. В сентябре 1923 году вступил в СА. Участник Пивного путча, после его провала бежал в Италию, но вскоре вернулся. В 1924 году в Кильском университете защитил диссертацию.
В 1926 году получил диплом юриста. Работал адвокатом НСДАП, представлял интересы Гитлера на 150 судебных процессах.
В 1930 году был избран депутатом рейхстага.

### Карьера в нацистской Германии

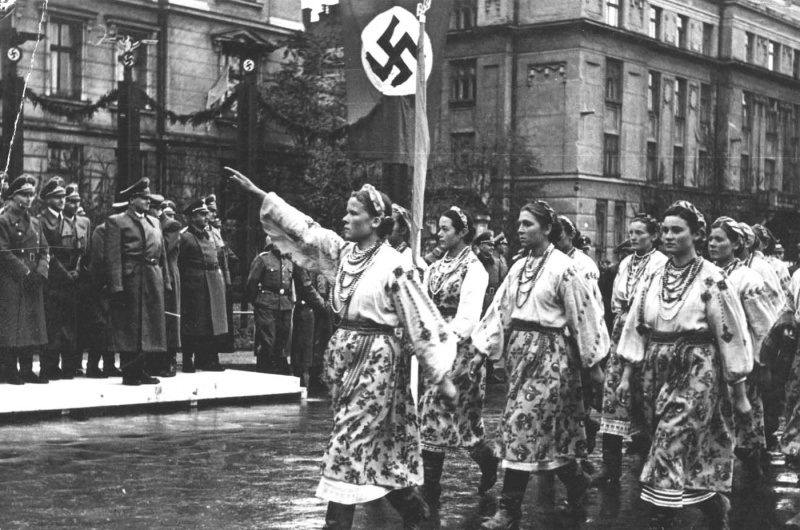
Парад в Станиславе (ныне — Ивано-Франковск) в честь визита генерал-губернатора Польши рейхсляйтера Ганса Франка.

После прихода нацистов к власти был назначен рейхскомиссаром министерства юстиции.
В конце 1933 года вместе с министром юстиции Францем Гюртнером начал разработку нового уголовного кодекса. По Франку уголовное право должно было базироваться на принципах «защиты народных ценностей». В то же время он был против всевластия полиции. В этом Гюртнер полностью поддерживал Франка. В созданной комиссии Франк следил за соблюдением национал-социалистического стиля, Роланд Фрейслер облекал идеи в юридически точные формулировки и распределял по параграфам, Гюртнер следил за тем, чтобы были ограничены права Гитлера и гестапо. Его идея ликвидации концлагерей нашла поддержку Франка. Летом 1934 года Франк и Гюртнер представили Гитлеру новый проект Уголовного кодекса, который не нашёл поддержки. Гитлер заявил, что «время для этого ещё не пришло». Через несколько недель проект был отправлен в архив.
Во время Ночи длинных ножей Франк дважды пытался предотвратить внесудебную расправу над штурмовиками. Но обе эти попытки были неудачными. В первый раз он, позвонив Гессу, получил от него приказание не вмешиваться, во второй — во время телефонного разговора Теодор Эйке вырвал трубку из рук начальника тюрьмы и в весьма грубой форме объявил Франку, что это дело его не касается.
Франк занимал должности министра юстиции Баварии, рейхсминистра юстиции и рейхсминистра без портфеля (1934), рейхсляйтера НСДАП. Он являлся также президентом Германской юридической академии, основателем Института германского права и президентом Международной юридической палаты.
12 октября 1939 года, после оккупации Польши, был назначен Гитлером руководителем управления по делам населения польских оккупированных территорий, а затем генерал-губернатором Польши.
В начале 1940 года во время конфликта между руководством СС и вермахта встал на сторону Гиммлера, порекомендовав Гитлеру перевести из Польши неудобного генерал-полковника Бласковица, о чём потом неоднократно жалел.
Вскоре отношения между Франком и Гиммлером резко ухудшились. Массовые переселения резко ухудшили экономическое и социальное положение в генерал-губернаторстве. Выезд фольксдойче делал невозможным формирование местной немецкой элиты. Онемечивание гуралей, лемков, кашубов и гуцулов не позволяло Франку использовать эти народы в качестве противовеса полякам. Массовые, зачастую безосновательные расстрелы, проводимые СС и полицией, приводили к росту партизанского движения. Кроме того, СС вмешивалось в дела гражданской администрации генерал-губернаторства и плело интриги против Франка.
Одно время, казалось, Гиммлер одержит верх в данном противостоянии, особенно после того, как Франк был уличён в коррупции: в своём корыстолюбии он мало в чём уступал такой одиозной фигуре, как Юлиус Штрейхер. Франк предстал перед инквизиционным трибуналом в составе Гиммлера и Бормана. Под давлением серьёзных обвинений ему пришлось пойти на значительные уступки. Но, вернувшись в Краков, он тут же отказался от почти всего сказанного на трибунале. Более того, он охарактеризовал донесения СД, на основании которых строилось обвинение, как «составленные на основе измышлений шпиков доносы, не имевшие ничего общего с реальной действительностью и представлявшие собой продукт ненависти в отношении государственной работы, проводимой в генерал-губернаторстве».
Настоящую же войну против СС Франк начал после того, как узнал, что начальник СС и полиции Люблина Одило Глобочник начал выселение поляков для последующего поселения на освободившихся землях фольксдойче. В своих публичных выступлениях он начал говорить о необходимости возвращения Германии в «правовое поле». За это Гитлер снял Франка почти со всех должностей, однако отставку с поста генерал-губернатора не принял.

### Нюрнбергский процесс и казнь

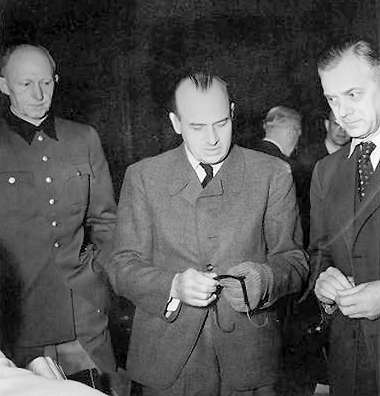
Ганс Франк (в центре) на Нюрнбергском процессе

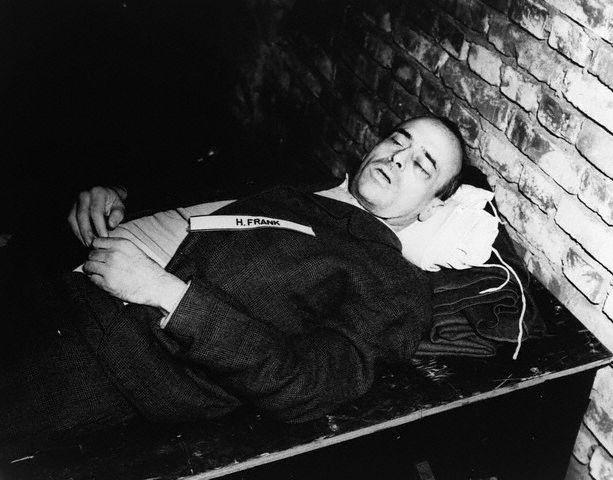
Тело Ганса Франка после повешения

4 мая 1945 года Ганс Франк был арестован американскими войсками в Тегернзе и заключён под стражу. На Нюрнбергском процессе был одним из 24 главных нацистских преступников.
Обвинялся по пунктам:
1. Заговор против мира во всем мире.
2. Преступления и нарушение военного права.
3. Преступления против человечества.

По пунктам 2 и 3 обвинения приговорён к смертной казни через повешение. Единственный из приговорённых к смерти, который полностью признал свою вину и раскаялся в содеянном:

Мы боролись против еврейства, мы боролись против него в течение ряда лет, нам принадлежат некоторые изречения (и мой дневник может стать в связи с этим свидетелем против меня самого) — изречения, которые ужасны… Пройдут тысячелетия, но эта вина Германии все ещё не будет смыта.

Приговор приведён в исполнение 16 октября 1946 года. По свидетельству очевидцев, с лица Франка не сходила улыбка. В последнем слове он сказал: «Я благодарен за хорошее обращение во время моего заключения и прошу Бога принять меня с милостью».

## Образ Ганса Франка в кино
- Кароль. Человек, ставший Папой Римским (2005; Италия, Польша), режиссёр Джакомо Баттиато, в роли Франка Мэтт Крэйвен.
- Бесславные ублюдки / Inglourious Basterds (2009; США, Германия), режиссёр Квентин Тарантино, в роли Франка Майкл Шил.